# Evermore (album Taylor Swift)
Evermore (stilizirano kao evermore) je deveti studijski album američke pjevačice Taylor Swift. Objavljen je 11. prosinca 2020. preko Republic Recordsa. Objavljen je peti mjeseci nakon Swiftinog osmog studijskog albuma, folklore (2020.) te je također jednako zamišljen. Kao i prijašnji album, evermore je nastao tijekom pandemije COVID-19 te je najavljen par sati prije samog izlaska u prodaju. Na albumu se pojavljuju i glazbenici kao što su grupa Haim, the National i Bon Iver. Uz izdanje albuma, Swift je objavila i glazbeni video, čija je i sama režišerka, za vodeći singl "Willow".

## Pozadina i promocija
10. prosinca 2020. Swift je najavila evermore u nizu objava na društvenim mrežama. Također je objavila popis pjesama, koji je otkrio suradnju sa sestrama Haim, the National-om i Bon Iverom.
Swift je također promijenila fotografije na svojim društvenim mrežama. 14. prosinca Swift se pojavila na Jimmy Kimmel Live! emisiji gdje je promovirala album.

## O albumu
Swift je na Instagramu izjavila da nakon objavljivanja njenog osmog studijskog albuma, folklore, "jednostavno nismo mogli prestati pisati pjesme" i opisala je napast da nastave ka osjećaju "kao da stojimo na rubu folklorske šume i imamo izbor: okrenuti se i krenuti natrag ili da putujemo dalje u šumu ove glazbe. Odlučili smo lutati dublje unutra."
Swift je također izjavila da se "manje osjećala kao da odlazi, a više kao da se vraća", jer bi inače nakon svakog albuma, krenula raditi na novome projektu koji se razlikovao od prijašnjeg. Izjavila je kako je evermore kao "sestrinski" album folklore-u. Istražujući teme povezane s folklorom i ovim sljedećim albumom, napisala je „Voljela sam eskapizam koji sam pronašla u tim imaginarnim / ne izmišljenim pričama. Svidio mi se način na koji ste pozdravili krajolike snova i tragedije i epske priče o ljubavi izgubljene i pronađene u vašim životima." Swift je također napisala: "Također znam da će ovo blagdansko vrijeme buti usamljeno za većinu nas i ako postoji netko od vas koji se okreće glazbi kako bi se nosili s nestalim voljenima na način na koji to radim ja, ovo je za vas."
Swift i Joe Alwyn (pod pseudonimom "William Bowery") zajedno su napisali tri pjesme s albuma, uključujući "Champagne Problems".

## Singlovi
"Willow" je objavljen kao vodeći singl uz album 11. prosinca 2020. Pjesmu je popratio glazbeni video u režiji Swift.

## Kritike
Evermore je dobio veliki broj pozitivnih kritika. U agenciji Metacritic, koja dodjeljuje normaliziranu ocjenu do 100 ocjenama publikacija, album je dobio prosječnu ocjenu 87 na temelju 13 recenzija, što ukazuje na "opće priznanje" album. Prepoznajući Swift kao izuzetno dobru tekstopiskinju, Brodie Lancaster iz časopisa The Sydney Morning Herald otkrila je kako evermore putuje dublje u fiktivne pripovijesti pjevačice te je pohvalila dubinu i raznolikost njegovih likova.
Kritičarka NME-a Hannah Mylrea izjavila je da Swift gura svoju indie reinvenciju dalje u albumu kako misli da je Evermore labaviji i eksperimentalniji, proširujući se na zvučnu paletu svog prethodnika. Pišući za The Guardian, Alexis Petridis mislio je da Evermore nastavlja ono što je započeo folklor - Swiftov prelazak s mainstream popa na alternativni rock i usporedio ga s njezinim odlaskom iz pop države s Red-om. Petridis je dodao da sestrinski albumi dokazuju Swiftovu sposobnost prebacivanja oblika između žanrova. Neil McCormick iz The Daily Telegraph-a pohvalio je emocionalne stihove albuma, nazvavši ih iskrenim i promišljenim.

## Popis Pjesama[19]
| Standardno izdanje | Standardno izdanje                      | Standardno izdanje                          | Standardno izdanje                       | Standardno izdanje | Standardno izdanje | Standardno izdanje | Standardno izdanje | Standardno izdanje | Standardno izdanje |
| Br.                | Skladba                                 | Tekstopisac                                 | Producenti                               | Trajanje           |                    |                    |                    |                    |                    |
| ------------------ | --------------------------------------- | ------------------------------------------- | ---------------------------------------- | ------------------ | ------------------ | ------------------ | ------------------ | ------------------ | ------------------ |
| 1.                 | »Willow«                                |                                             |                                          | 3:34               |                    |                    |                    |                    |                    |
| 2.                 | »Champagne Problems«                    | Swift ▪ William Bowery                      | Swift ▪ A. Dessner                       | 4:04               |                    |                    |                    |                    |                    |
| 3.                 | »Gold Rush«                             | Swift ▪ Jack Antonoff                       | Swift ▪ Antonoff                         | 3:05               |                    |                    |                    |                    |                    |
| 4.                 | »Tis the Damn Season«                   |                                             |                                          | 3:49               |                    |                    |                    |                    |                    |
| 5.                 | »Tolerate It«                           |                                             |                                          | 4:05               |                    |                    |                    |                    |                    |
| 6.                 | »No Body, No Crime« (featuring Haim)    | Swift                                       | Swift ▪ A. Dessner                       | 3:35               |                    |                    |                    |                    |                    |
| 7.                 | »Happiness«                             |                                             |                                          | 5:15               |                    |                    |                    |                    |                    |
| 8.                 | »Dorothea«                              |                                             |                                          | 3:45               |                    |                    |                    |                    |                    |
| 9.                 | »Coney Island« (featuring the National) | Swift ▪ A. Dessner ▪ Bryce Dessner ▪ Bowery | A. Dessner ▪ B. Dessner                  | 4:35               |                    |                    |                    |                    |                    |
| 10.                | »Ivy« (Swift ▪ Antonoff ▪ A. Dessner)   |                                             |                                          | 4:20               |                    |                    |                    |                    |                    |
| 11.                | »Cowboy like Me«                        |                                             |                                          |                    |                    |                    |                    |                    |                    |
| 12.                | »Long Story Short«                      |                                             |                                          | 3:35               |                    |                    |                    |                    |                    |
| 13.                | »Marjorie«                              |                                             |                                          | 4:17               |                    |                    |                    |                    |                    |
| 14.                | »Closure«                               |                                             | A. Dessner ▪ BJ Burton ▪ James McAlister | 3:00               |                    |                    |                    |                    |                    |
| 15.                | »Evermore« (featuring Bon Iver)         | Swift ▪ Justin Vernon                       | Swift ▪ A. Dessner                       | 5:04               |                    |                    |                    |                    |                    |
| 60:00              |                                         |                                             |                                          |                    |                    |                    |                    |                    |                    |

| 16. | »Right Where You Left Me« |  |  |  |
| 17. | »It's Time to Go«         |  |  |  |

Bilješke
- Svaka skladba na albumu je stilizirana malim slovima.
- Pjesma "marjorie " je inspirana Swiftinom bakom s majčine strane, Marjorie Finlay.[20]

## Vanjske poveznice
- na Swift službene web stranice

1. ↑  Taylor Swift to release surprise ninth album 'Evermore' tonight. NME | Music, Film, TV, Gaming & Pop Culture News (engleski). 10. prosinca 2020. Pristupljeno 10. prosinca 2020.
2. ↑  Aswad, Jem. 10. prosinca 2020. Taylor Swift to Release New Album, ‘Evermore,’ Tonight. Variety (engleski). Pristupljeno 10. prosinca 2020.
3. ↑  Prijavi se • Instagram. www.instagram.com. Pristupljeno 10. prosinca 2020.
4. ↑  Spanos, Brittany. 10. prosinca 2020. Taylor Swift Announces Ninth Album 'Evermore'. Rolling Stone (engleski). Pristupljeno 10. prosinca 2020.
5. ↑  Caryn Ganz. 10. prosinca 2020. Taylor Swift Announces Second Surprise Quarantine Album, ‘Evermore’. The New York Times (engleski). 0362-4331. Pristupljeno 10. prosinca 2020.
6. ↑  Taylor Swift to release surprise ninth album 'Evermore' tonight. NME | Music, Film, TV, Gaming & Pop Culture News (engleski). 10. prosinca 2020. Pristupljeno 11. prosinca 2020.
7. ↑  Aswad, Jem. 10. prosinca 2020. Taylor Swift to Release New Album, ‘Evermore,’ Tonight. Variety (engleski). Pristupljeno 11. prosinca 2020.
8. ↑  Surprise Taylor Swift album to release tonight | CBC News. CBC (engleski). Pristupljeno 11. prosinca 2020.
9. ↑  Jimmy Kimmel Live Schedule for the Week of 12/14/2020 | Jimmy Kimmel Live!. ABC (engleski). Pristupljeno 12. prosinca 2020.
10. ↑  Ponciano, Jonathan. Taylor Swift Announces Surprise Release Of 9th Album 'Evermore' On Friday. Forbes (engleski). Pristupljeno 11. prosinca 2020.
11. ↑  Facebook. 11. prosinca 2020. Review: Taylor Swift's surprise LP 'Evermore' is more — and less — 'Folklore'. Los Angeles Times (engleski). Pristupljeno 11. prosinca 2020.
12. ↑  Spanos, Brittany. 10. prosinca 2020. Taylor Swift Announces Ninth Album 'Evermore'. Rolling Stone (engleski). Pristupljeno 11. prosinca 2020.
13. ↑  Prijavi se • Instagram. www.instagram.com. Pristupljeno 11. prosinca 2020.
14. ↑  evermore by Taylor Swift (engleski). Pristupljeno 12. prosinca 2020.
15. ↑  Lancaster, Brodie. 11. prosinca 2020. Taylor Swift is back, stronger than ever before. The Sydney Morning Herald (engleski). Pristupljeno 12. prosinca 2020.
16. ↑  Taylor Swift – 'Evermore': the NME review. NME | Music, Film, TV, Gaming & Pop Culture News (engleski). 11. prosinca 2020. Pristupljeno 12. prosinca 2020.
17. ↑  Taylor Swift: Evermore – rich alt-rock and richer character studies. the Guardian (engleski). 11. prosinca 2020. Pristupljeno 12. prosinca 2020.
18. ↑  Neil McCormick. 11. prosinca 2020. Taylor Swift, Evermore review: a dramatic excursion down musical roads less travelled. The Telegraph (engleski). 0307-1235. Pristupljeno 12. prosinca 2020.
19. ↑  evermore by Taylor Swift (engleski). Pristupljeno 11. prosinca 2020.
20. ↑  Marjorie Finlay. Taylor Swift Wiki (engleski). Pristupljeno 11. prosinca 2020.